# آیت سدرات سهل غربی
آیت سدرات سهل غربی (به فرانسوی: Ait Sedrate Sahl El Gharbia) یک کومون در مراکش است که در استان تنغیر واقع شده‌است. آیت سدرات سهل غربی ۱۴٬۸۶۴ نفر جمعیت دارد.